# Superbia
La superbia è la pretesa di meritare per se stessi, con ogni mezzo, una posizione di privilegio sempre maggiore rispetto agli altri. Essi devono riconoscere e dimostrare di accettare la loro inferiorità correlata alla superiorità indiscutibile e schiacciante del superbo.

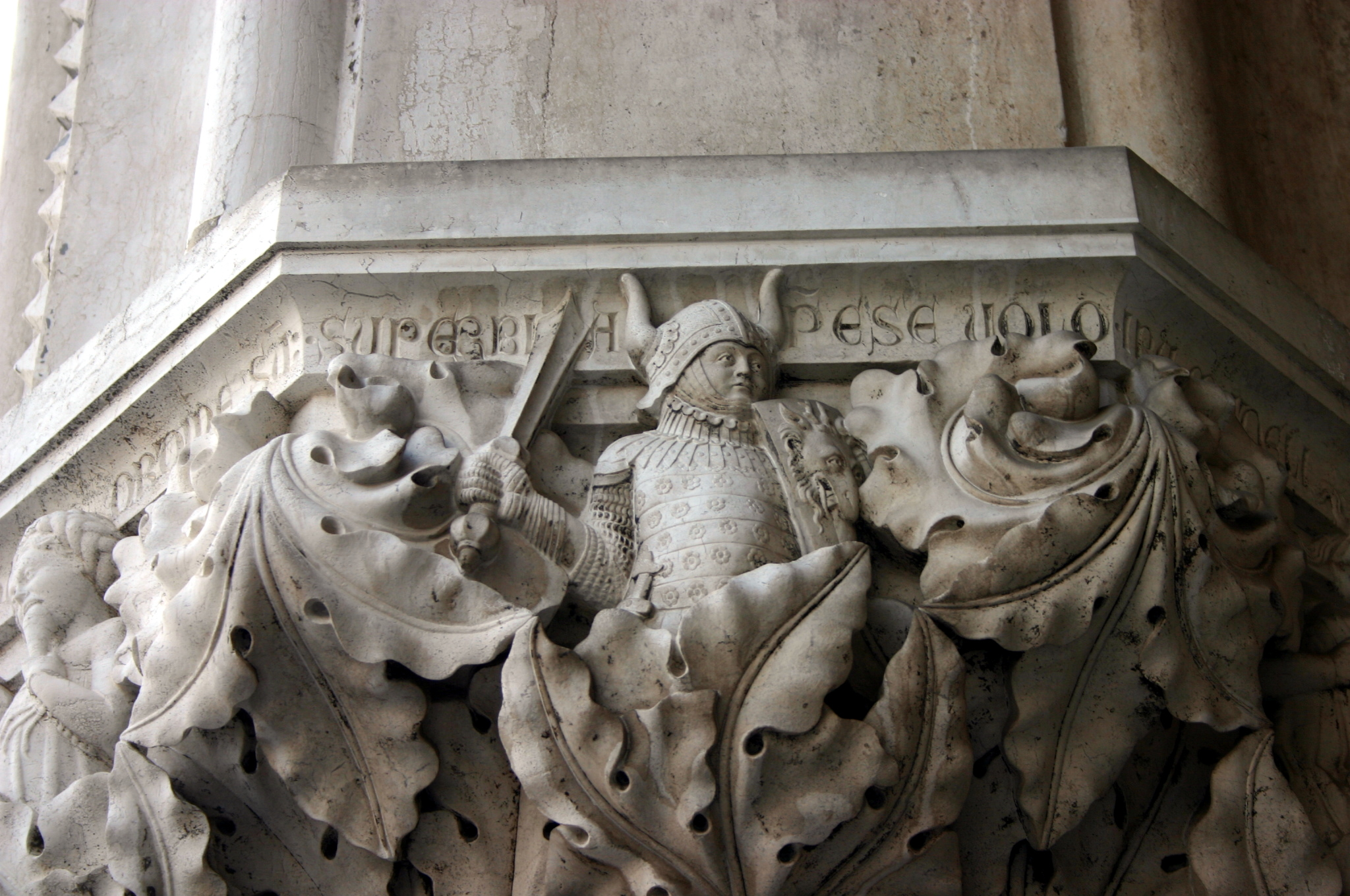
Venezia, Palazzo Ducale, Capitello 10 - Superbia

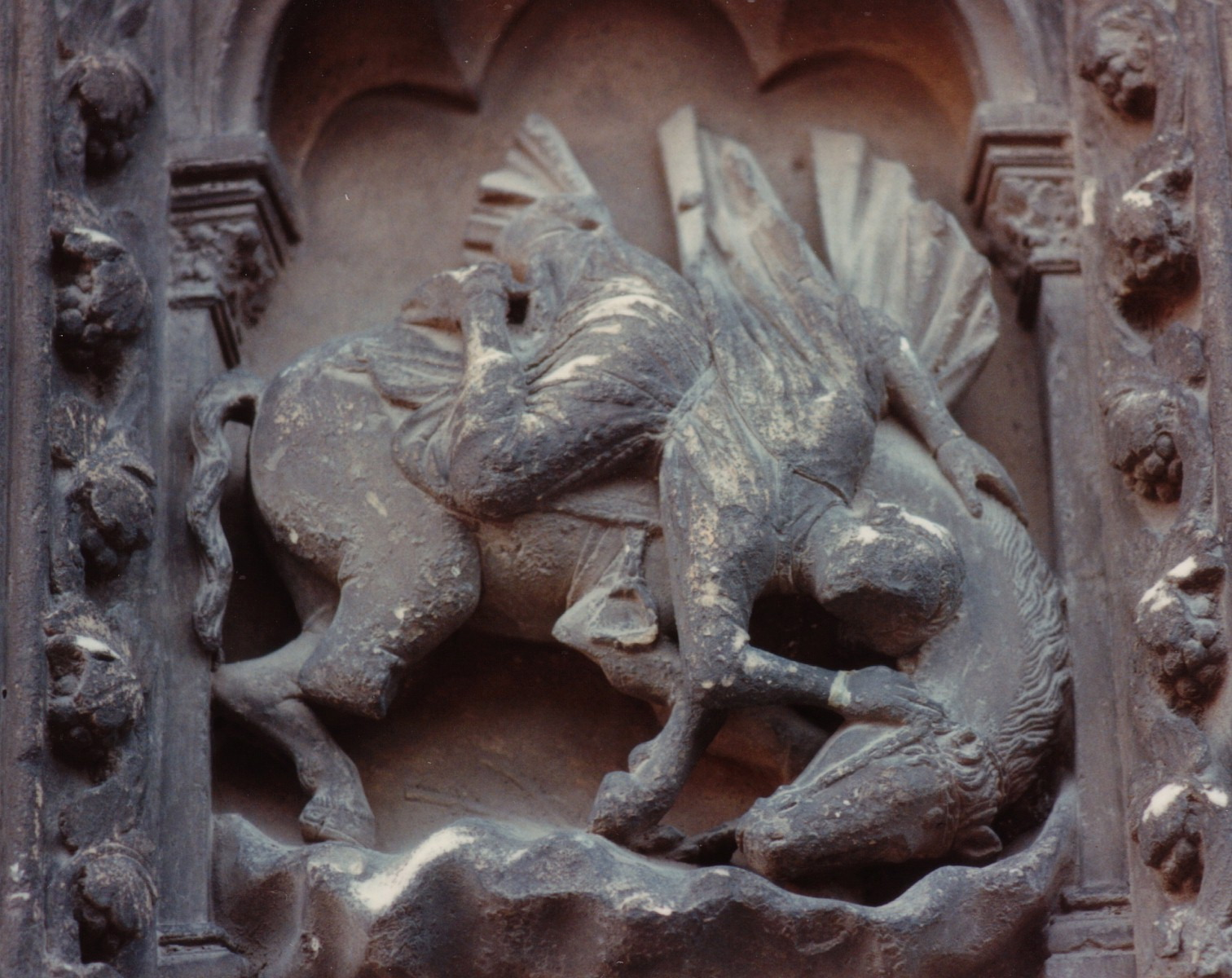
Raffigurazione della superbia. Cattedrale di Chartres

## Religione
Nella dottrina morale cattolica la superbia è considerata il peccato narcisistico per eccellenza. Tommaso d'Aquino affermò che "Il superbo è innamorato della propria eccellenza", mentre sant'Agostino nel De civitate dei dichiara che «Il Diavolo non è un lussurioso,
né un ubriacone, né altre simili cose: è invece superbo e invidioso».
Il superbo vuole essere padrone e sovrano di sé, autonomo e indipendente da Dio e dal prossimo.

Esso è uno dei sette vizi capitali (superbia, avarizia, lussuria, invidia, gola, ira, accidia), desideri ordinati verso lo spirito del male, cioè Satana, dai quali tutti i peccati traggono origine e che causano la morte dell'anima. Ai Vizi capitali sono contrapposte le tre Virtù teologali (fede, speranza e carità) e le quattro virtù cardinali (giustizia, fortezza, temperanza, prudenza). Il superbo tende a comportarsi in maniera malvagia perché ritiene di essere migliore degli altri.
Gregorio Magno definì la superbia come la madre di tutti i vizi e come vana gloria (inanis gloria). Anche nel  pensiero di Evagrio Pontico superbia e vanagloria erano i peggiori vizi, gli unici che attaccavano il nous, la parte razionale dell'anima umana.
Secondo Gregorio, nel Commento a Giobbe, la superbia si riconosce da quattro atteggiamenti:
(Gregorio Magno, Commento a Giobbe,33)
La superbia viene raffigurata pure da Dante Alighieri nell'opera Divina Commedia come il leone, una delle tre fiere.

## Mitologia
Alla superbia è legato il mito di Niobe, punita dagli dei per la sua superbia. Apollo ed Artemide la punirono uccidendo, rispettivamente, i sette figli e le sette figlie. Niobe, ormai conscia della sua colpevolezza, pregò Zeus di trasformarla in pietra.

## Psicologia
Il superbo è incapace di fare autocritica, vive in isolamento, con un disprezzo cinico dell'altro, spesso si autodefinisce un giusto incompreso e perseguitato, cadendo nel vittimismo.
Secondo Lacan, al culto di sé è associata una medesima pulsione psichica di tipo aggressivo, che può giungere a manifestarsi in tendenze omicide o suicide. In accordo con gli insegnamenti buddhisti, Lacan ha ritenuto l'amore morboso di sé come la radice di tutte le malattie mentali.

Soggetto di Frustrazione e autoesclusione sociale, il superbo è di frequente anche invidioso. L'invidia non è propria di qualcosa" (di una proprietà o di una qualità particolare dell'invidiato), ma della vita o della vitalità dell'altro-da-sé, e tende alla diffamazione dell'immagine, quanto alla distruzione del suo ideale incarnato.

## Iconografia
I simboli che nell'arte accompagnano la raffigurazione della superbia sono generalmente il pavone, lo specchio (nel quale a volte si scorge il riflesso di Satana) e il pipistrello. Nell'iconografia rinascimentale può capitare di trovarla con attributi come il leone o l'aquila.
Così ne descrive la figura allegorica Cesare Ripa nella sua Iconologia del 1611:
Donna bella et altera, vestita nobilmente di rosso, coronata d'oro,
 di gemme in gran copia, nella destra mano tiene un pavone et nel-
la sinistra un specchio, nel quale miri et contempli sé stessa. (P. 507)

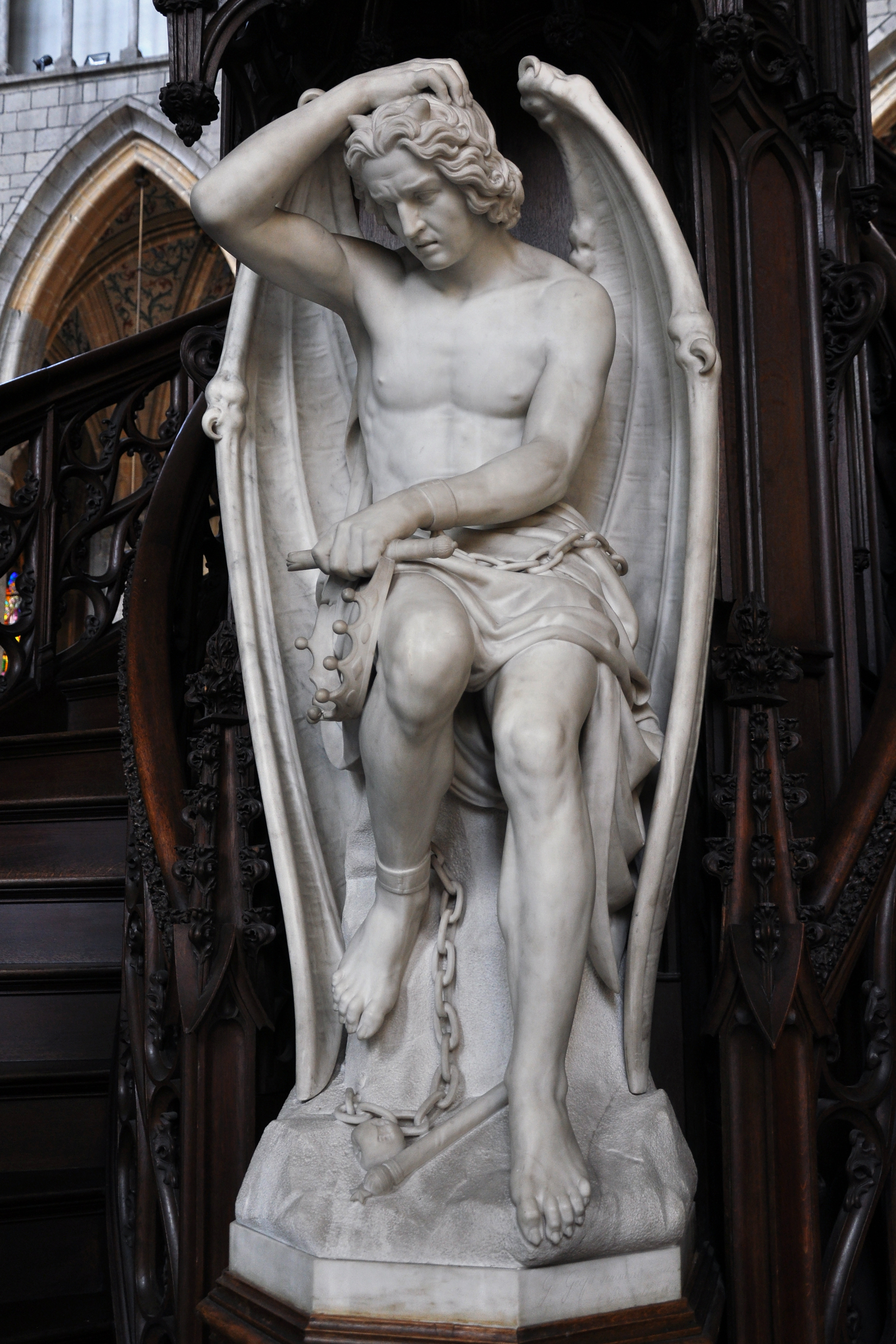
Chaire Cathédrale Liège - Lucifero
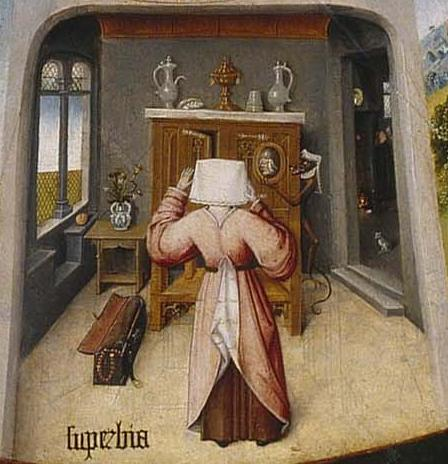
Hieronymus Bosch: I Vizi capitali
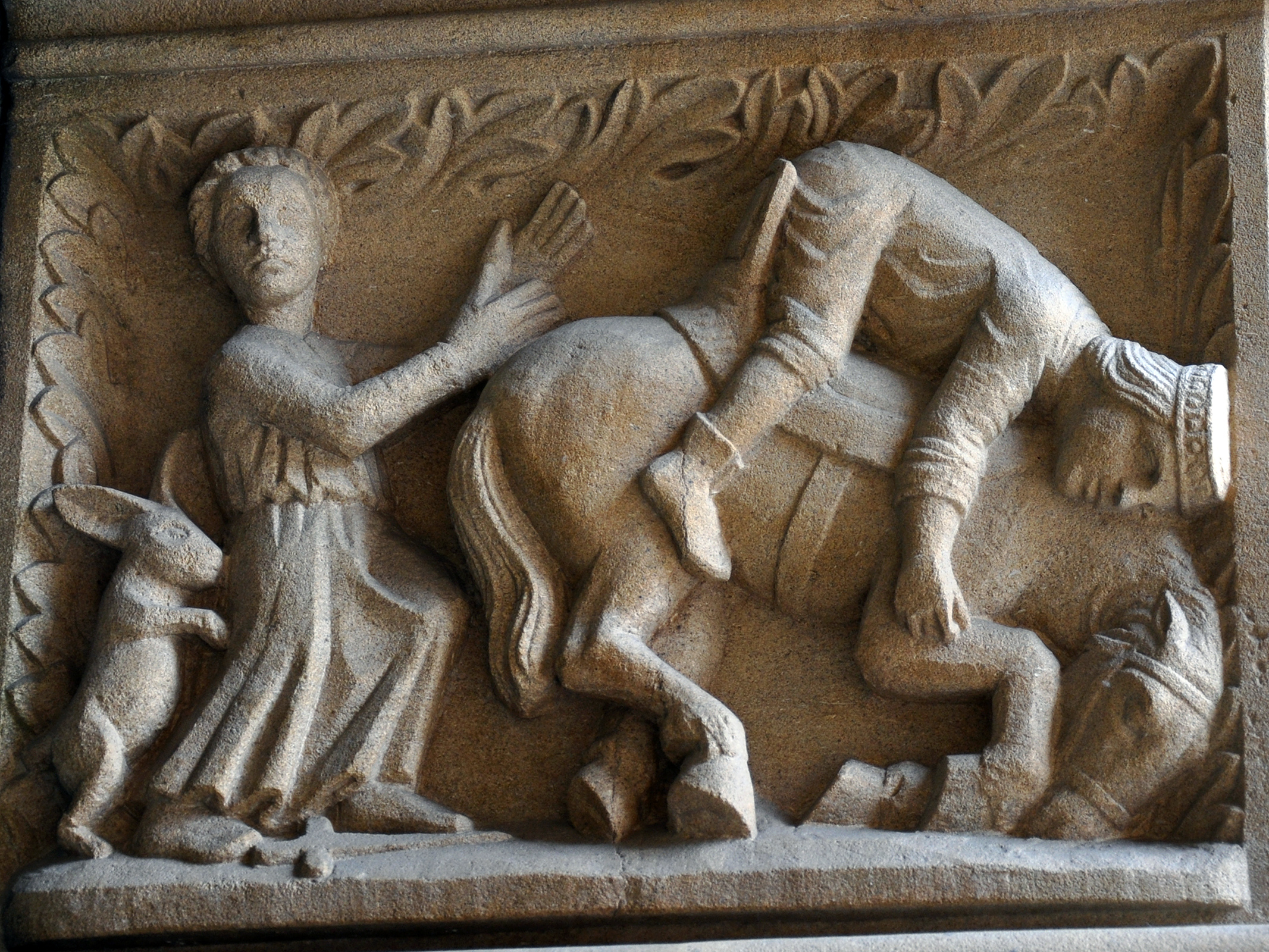
Cattedrale di Metz, portale della Vergine: particolare
Cesare Zocchi: Monumento a Dante, Trento

## Personaggi
Quando la superbia si associa a vanterie pubbliche, la drammaturgia trae spunto per personaggi comici, tra i quali:
- Miles Gloriosus, dalla commedia omonima di Plauto;
- Rodomonte, personaggio dell'Orlando innamorato di Matteo Maria Boiardo e dell'Orlando furioso di Ludovico Ariosto
- Scaramouche, personaggio ricorrente nella commedia dell'arte
- Falstaff, personaggio di tre opere di William Shakespeare
- Braggadocio, personaggio minore del poema epico The Faerie Queene di Edmund Spenser[4]
- Barone di Münchhausen, personaggio della omonima novella di Rudolf Erich Raspe